# An Se-young
An Se-young (kor. 안세영; * 5. Februar 2002 in Gwangju) ist eine südkoreanische Badmintonspielerin, Weltmeisterin und Olympiasiegerin. Die Badminton World Federation zeichnete sie 2019 als beste Nachwuchsspielerin und 2023 nach dem Gewinn der Weltmeisterschaft als Spielerin des Jahres aus.

## Karriere
An Se-young siegte bei den Irish Open 2018, den Akita Masters 2019 und den New Zealand Open 2019. 2021 qualifizierte sie sich für die Olympischen Sommerspiele des gleichen Jahres.
Bei den Weltmeisterschaften 2022 in Tokio unterlag sie im Halbfinale der Japanerin Akane Yamaguchi in zwei Sätzen und erhielt die Bronzemedaille. Bei den Weltmeisterschaften im folgenden Jahr in Kopenhagen besiegte sie im Finale überlegen die Spanierin Carolina Marín in zwei Sätzen und wurde so die erste Weltmeisterin aus Südkorea. Bei den Olympischen Spielen 2024 in Paris gewann sie mit einem Zwei-Satz-Sieg über die Chinesin He Bingjiao die Goldmedaille.

## Erfolge
| Saison | Veranstaltung                  | Disziplin | Platz | Name                     |
| ------ | ------------------------------ | --------- | ----- | ------------------------ |
| 2016   | Jakarta U15 International      | WD        | 2     | An Se-young / Yoo A-yeon |
| 2016   | Jakarta U15 International      | WS        | 1     | An Se-young              |
| 2016   | Juniorenasienmeisterschaft U15 | WD        | 2     | An Se-young / Yoo A-yeon |
| 2016   | Juniorenasienmeisterschaft U15 | WS        | 1     | An Se-young              |
| 2018   | Irish Open                     | WS        | 1     | An Se-young              |
| 2019   | Akita Masters                  | WS        | 1     | An Se-young              |
| 2019   | Vietnam International          | WS        | 2     | An Se-young              |
| 2019   | New Zealand Open               | WS        | 1     | An Se-young              |
| 2020   | All England                    | WS        | 17    | An Se-young              |
| 2022   | Weltmeisterschaft              | WS        | 3     | An Se-young              |
| 2022   | Asienspiele                    | WS        | 1     | An Se-young              |
| 2022   | Asienmeisterschaft             | WS        | 3     | An Se-young              |
| 2023   | Weltmeisterschaft              | WS        | 1     | An Se-young              |
| 2023   | Asienmeisterschaft             | WS        | 2     | An Se-young              |
| 2023   | Korea Open                     | WS        | 1     | An Se-young              |
| 2023   | China Open                     | WS        | 1     | An Se-young              |
| 2024   | Malaysia Open                  | WS        | 1     | An Se-young              |
| 2024   | French Open                    | WS        | 1     | An Se-young              |
| 2024   | Singapore Open                 | WS        | 1     | An Se-young              |
| 2024   | Olympische Spiele              | WS        | 1     | An Se-young              |